# Richard Borg
Richard Borg (* 1948) ist ein US-amerikanischer Spieleautor. International bekannt wurde er durch das Würfelspiel Liar's Dice, das 1993 als Bluff in Deutschland veröffentlicht und mit dem Jury-Preis Spiel des Jahres ausgezeichnet wurde. Sehr erfolgreich sind seine historischen Simulationsspiele Memoir '44 und Commands and Colors: Ancients sowie das Fantasy-Spiel BattleLore, die jeweils durch zahlreiches Zusatzmaterial ergänzt wurden.

## Biografie
Richard Borg begann seine Karriere als Spieleentwickler mit kleineren Spielen und nach dem Erfolg seines ersten Spiels Liars Dice 1987, welches 1993 in Deutschland als Bluff zum Spiel des Jahres wurde, entschloss er sich, professioneller Spieleentwickler zu werden. Borg konzentrierte sich auf historische Spiele und Konfliktsimulationen. Sein Spiel Battle Cry von 2000 thematisierte den Amerikanischen Bürgerkrieg und wurde 2001 für den Gamers' Choice Award im Bereich Historische Simulation nominiert. Ebenfalls nominiert wurde das griechische Götterduell Blitz und Donner (Hera and Zeus) in der Kategorie Zweipersonenspiele. In der Folge baute er Battle Cry mit mehreren Erweiterungen aus und entwickelte Wyatt Earp (2001) und How-Ruck! (Heave Ho!; 2002), die beide mit dem à la carte Kartenspielpreis ausgezeichnet wurden. Der nächste größere Erfolg war das Spiel Memoir '44, das im Zweiten Weltkrieg angesiedelt ist und in den Folgejahren durch zahlreiche Erweiterungen ergänzt wurde. Das Gleiche gilt auch für das Fantasy-Spiel BattleLore sowie das im alten Rom angesiedelte Commands and Colors: Ancients, die auf dem gleichen Spielprinzip aufgesetzt sind und von denen es bis heute ebenfalls regelmäßige Erweiterungen gibt. Neben diesen Erweiterungen zu den erfolgreichen Spielen entwickelte Borg weitere Spiele wie Samurai Battles, Cowtown, Abbadon (alle 2012), The Great War (2015) und Siege of the Citadel (2017), die vor allem auf dem amerikanischen Markt Erfolg haben, aber bislang nicht international verfügbar sind.
Borg ist verheiratet und hat zwei Kinder. Er lebt in der Nähe von Orlando, Florida.

## Ludographie (Auswahl)
- 1987: Liar's Dice (1993 als Bluff in Deutschland)
- 1990: Battle of Britain (Neuauflage 2017)
- 1992: X-Men Alert
- 1992: Das waren Zeiten! (Times to remember)
- 2000: Wongar
- 2000: Battle Cry
- 2000: Blitz und Donner (Hera and Zeus)
- 2001: Wyatt Earp
- 2002: How-Ruck! (Heave Ho!)
- 2004: Memoir '44
- 2006: BattleLore
- 2006: Commands and Colors: Ancients
- 2007: Stonehenge: Eine Brettspiel-Anthologie (Stonehenge: An Anthology Board Game)
- 2010: Commands & Colors: Napoleonics
- 2012: Samurai Battles (enthält sowohl Regeln für Commands & Colors wie auch Art of Tactic, beides mit den gleichen Figuren spielbar)
- 2012: Cowtown
- 2012: Abbadon
- 2015: The Great War
- 2017: Siege of the Citadel
- 2019: Red Alert - Space Fleet Warfare
- 2021: Commands & Colors: Samurai Battles (Re-Release des Anteils von Commands & Colors von 2012, mit Holzblöcken anstatt Plastikfiguren)

## Auszeichnungen
- Spiel des Jahres:
  - Bluff: 1993
- Deutscher Spiele Preis
  - Bluff: 4. Platz 1993
- Gamers' Choice Award:
  - Battle Cry: Sieger Zweipersonenspiele 2001, nominiert Historische Simulation 2001
  - Blitz und Donner (Hera and Zeus): Nominiert Zweipersonenspiele 2001
  - Wyatt Earp: Nominiert Mehrpersonenspiele 2002
- International Gamers Award:
  - Memoir '44: Sieger Zweipersonenspiele 2004, nominiert Historische Simulation 2005
  - BattleLore: Nominiert Zweipersonenspiele 2007
  - Commands and Colors: Ancients: Nominiert Historische Simulation 2007
- à la carte Kartenspielpreis:
  - Wyatt Earp: 4. Platz 2001
  - How-Ruck!: 10. Platz 2002
- Origins Award:
  - Commands and Colors: Ancients: Bestes Historisches Brettspiel 2006